# Kenvil
Kenvil es un lugar designado por el censo ubicado en el condado de Morris en el estado estadounidense de Nueva Jersey. En el año 2010 tenía una población de 3,009 habitantes.

## Geografía
Kenvil se encuentra ubicado en las coordenadas 40°55′26″N 74°30′44″O / 40.92389, -74.51222.